# Vester Hornum
Vester Hornum ist eine dänische Ortschaft mit 506 Einwohnern (Stand 1. Januar 2023) im Himmerland. Die Ortschaft liegt im gleichnamigen Kirchspiel (Vester Hornum Sogn), das bis 1970 zur Harde Års Herred im damaligen Aalborg Amt gehörte. Mit der Auflösung der Hardenstruktur wurde das Kirchspiel in die Farsø Kommune im damaligen Amt Nordjütland aufgenommen, die Kommune wiederum ging mit der Kommunalreform zum 1. Januar 2007 in der Vesthimmerlands Kommune in der Region Nordjylland auf.
Vester Hornum liegt etwa sieben Kilometer nördlich von Farsø und etwa neun Kilometer nordwestlich von Aars.